# Deutsche Schule Portland
Die Deutsche Schule Portland (German International School, Abkürzung GIS) ist eine Deutsche Auslandsschule. Sie befindet sich in Beaverton (Oregon), einem Vorort von Portland (Oregon). Sie ist eine Exzellente Deutsche Auslandsschule und Mitglied im PASCH-Netzwerk des Auswärtigen Amts.

## Die Schulgeschichte
1993 startete die Schule mit vier Kindern als Spielgruppe und erhielt 1995 offiziell den Titel German American School of Portland. Sie wurde als „ein von Deutschland anerkanntes, betreutes und gefördertes Schulprogramm anerkannt“.

## Allgemeine Information zu der Schule
Die GSP umfasst die Klassenstufen 1 bis 5, Vorschule und Kindergarten sowie das Angebot einer Vor- und Nachschulsupervision. Zu den Räumlichkeiten zählen Klassenräume für den Kindergarten bis zur 5. Klasse, Musik-, Kunst- und Bewegungsräume, ein voll eingerichtetes Labor und eine Bücherei mit über 10.000 deutschen und englischen Büchern.
Die Klassenstärke liegt in der Grundschule durchschnittlich bei etwa 15 Schülern. Schüler ab dem 3. Lebensjahr schon in die deutsche Sprache einzuführen ist unter anderem für berufstätige Familien attraktiv, da es Ganztagsangebote mit einer Betreuung von 7:30 Uhr bis 18:00 Uhr (Montag bis Freitag) gibt.

## Das Curriculum
Die Schule erkennt und betont den positiven Effekt, den eine zweite Sprache auf den Intellekt des Kindes und auf die geistige Entwicklung hat. Die Unterrichtssprache ist vorrangig Deutsch, einige Nebenfächer werden auf Englisch unterrichtet. Die Lehrer sprechen überwiegend Deutsch als Muttersprache. Die Schule bietet auch ein Curriculum, welches US-amerikanische und deutsche Bildungsstandards zusammenfasst. Das schulische Angebot reicht bis zur 5. Klasse, danach haben Schüler die Möglichkeit, auf die French American International School's Gilkey International Middle School (Gilkey), mit der eine Partnerschaft besteht, zu wechseln.

## Die Schulstatistik
Im Schuljahr 2006/07 besuchten etwa 130 Schüler die Schule. Im Vergleich dazu hatte die Schule im Schuljahr 2012/13 etwa 145 Schüler. Die Schule wird von der BRD finanziell wie personell gefördert.

## Außerschulische Aktivitäten
Die GSP fungiert auch als deutsches Kulturzentrum. Sie beherbergt den deutschen Weihnachtsmarkt, richtet einen St. Martins Laternenumzug aus und bietet Sprachkurse für Erwachsene und Teens sowie einen Übersetzungsservice an. Die GSP ist von der Stadt als Grüne Schule zertifiziert. In diesem Rahmen besteht ein schülerorientiertes Umweltprogramm in Partnerschaft mit der SolarWorld AG, die die Schule mit Solarenergie versorgt.